# 小西秀樹
小西 秀樹（こにし ひでき、1962年 - ）は、日本の経済学者、早稲田大学教授。専門は政治経済学、公共選択理論。博士（経済学、東京大学、1994年）。

## 来歴
- 兵庫県に生まれる。東京大学経済学部卒業、同大学院に進学。90年に博士後期課程を単位取得退学し、94年に博士号取得。
- 単位取得退学後は、成蹊大学、東京都立大学、学習院大学、東京工業大学を経て、2009年4月より早稲田大学政治経済学術院教授。
- 2012年より国家公務員試験試験委員（経済区分）。
- 2014年より東京経済研究センター代表理事[1]。

## 人物
- 指導教授の他、大学院の先輩の清野一治に影響を受けた旨を清野の生前に書いた『公共選択の経済分析』のはしがきや経済セミナーの2010年2・3月号=652号に掲載の清野の追悼特集で述べている。
- 日本テレビ報道記者兼キャスターの小西美穂は妹[要出典]。

## 著書

### 単著
- 『公共選択の経済分析』(2009、東京大学出版会、ISBN 978-4-13-040244-6）、2009年度、日経・経済図書文化賞を受賞

### 共著
- （河野勝・荒木一法・清水和巳・友利厚夫）『《当事者》としていかに危機に向き合うか : 震災復興の政治経済学を求めて2』（早稲田大学ブックレット〈「震災後」に考える〉）（2012、早稲田大学出版部）